# Dichopleuropus
Dichopleuropus is een monotypisch geslacht van schimmels behorend tot de familie Peniophoraceae. De typesoort is Dichopleuropus spathulatus.